# Ilir Meta
Ilir Rexhep Meta (Skrapar, 24 marzo 1969) è un politico albanese, presidente della Repubblica d'Albania dal 2017 al 2022.
Per il Partito Socialista d'Albania (PS) Meta è stato Primo ministro dal 1999 al 2002, e ministro degli esteri dal 2002 al 2003.  Come fondatore e leader del Movimento Socialista per l'Integrazione (LSI) è di nuovo ministro degli esteri dal 2009 al 2010, e presidente del Parlamento albanese dal 2013 al 2017.
Dopo le elezioni parlamentari in Albania del 2013, il 10 settembre 2013 è stato eletto presidente del Parlamento d'Albania. Il 28 aprile 2017 è stato eletto 7º presidente della repubblica dell'Albania con 87 voti (62,14%) su 140 deputati del Parlamento (89 votanti), ed è entrato in carica il 24 luglio, succedendo a Bujar Nishani.

## Studi e vita privata
Figlio di un commissario di partito all’accademia militare di Tirana, Ilir Meta si laurea presso la Facoltà di Economia e Economia Politica dell'Università di Tirana, dove frequenta anche i suoi studi post laurea.
Ilir Meta parla albanese, inglese e italiano. È sposato con Monika Kryemadhi. Hanno due figlie e un figlio, Bora, Era e Besar.
Nell'ottobre 2024 l'ex presidente venne arrestato per presunta corruzione e riciclaggio di soldi.

## Carriera politica

### Ascesa politica con i socialisti
Ilir Meta è stato impegnato nella politica dal 1990 come partecipante attivo nel movimento studentesco contro il comunismo che ha portato al pluralismo politico in Albania.
Ilir Meta entra in politica con l’aiuto dei suoi professori di economia capitalista e socialista. Nel 1992 è eletto per il Partito Socialista d'Albania  nel Parlamento d'Albania nel 1992 e ci resta per i successivi 25 anni, come membro attivo di diverse commissioni parlamentari. Meta è stato uno dei fondatori del Forum Eurosocialista dei Giovani (FRESSH).
Meta è stato il primo politico albanese cui venne revocata l'immunità parlamentare a seguito di una rivolta contro la polizia a Polican, nella sua regione natale, in cui Meta aveva fatto da mediatore per assicurare il rilascio di due commissari presi in ostaggio. Sali Berisha lo aveva accusato di essere il mandante della rivolta e gli fece levare l’immunità per permetterne l’arresto, ma la procura non vi diede seguito e i socialisti lo elessero sottosegretario del partito. Da allora la carriera politica di Meta prese il volo.
Dal 1996 al 1997 è stato Vice Presidente della Commissione Affari Esteri. Nel periodo ottobre 1998 - ottobre 1999, Ilir Meta ha svolto l'incarico di Vice Primo Ministro e Ministro del Coordinamento nel governo di Pandeli Majko, nonché quello del Segretario di Stato per l'Integrazione Europea nel Ministero degli Affari Esteri nel periodo marzo-ottobre 1998.

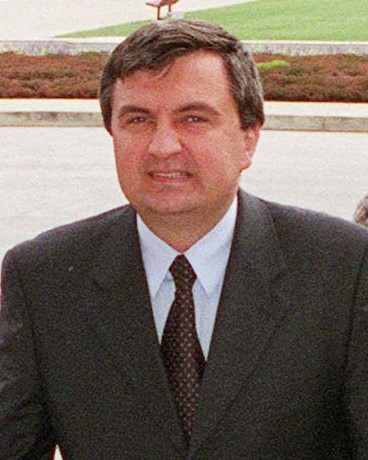
Meta nel 2000

A soli 30 anni, nel 1999, Meta scala il potere interno al Partito Socialista d'Albania., succedendo a Majko come primo ministro dal 1999 al 2002. Da premier Meta si allea sempre di più con il nuovo sindaco socialista di Tirana, Edi Rama, contro la corrente del segretario di partito
Fatos Nano. Nel decennio che seguirà, Meta e Rama avranno una relazione politica burrascosa.
Nel novembre del 2000, dopo alcuni tafferugli a Tropojë, paese di origine di Sali Berisha, con un atto forza Meta dà ordine di fermare e interrogare il leader dell’opposizione.
Dopo le elezioni parlamentari in Albania del 2001 Meta ottiene un secondo mandato da primo ministro, durato fino al febbraio 2002, quando rende il posto a Pandeli Majko. Durante questo periodo, l'Albania ha intrapreso una serie di importanti riforme aderendo all'accordo di stabilizzazione e associazione con l'Unione europea. Tra il 2002 e il 2003 Meta è ministro degli esteri, periodo in cui si scontra frontalmente col nuovo premier socialista Fatos Nano.

### Leader del Movimento Socialista per l'Integrazione
Nel 2004 assieme ad altri dissidenti socialisti Meta lascia il PS e fonda un proprio partito, il Movimento Socialista per l'Integrazione (LSI), che con l'8% dei voti supera la soglia di sbarramento e ottiene cinque deputati su 140 alle elezioni del 2005 e quattro a quelle del 2009, uscendone come l’ago della bilancia nello stallo tra socialisti e democratici. Nel giro di pochi anni il LSI si consolida come terzo partito dell'Albania.
Dal 2004 al 2006, Ilir Meta è stato nominato membro della Commissione Internazionale sui Balcani, presieduta dall'ex Primo Ministro italiano Giuliano Amato. La Commissione ha elaborato una serie di importanti raccomandazioni per l'integrazione dei paesi dei Balcani occidentali nell'Unione europea.
Nel 2007 il LSI si presenta assieme al PS (ora guidato da Edi Rama) alle elezioni amministrative; la coalizione di centrosinistra ottiene la maggioranza nelle principali città del paese.
L'anno successivo tuttavia, nonostante il suo sciopero della fame in Parlamento, Meta è escluso dall'accordo tra Rama e Berisha per la modifica della costituzione.

### Coalizione con il Partito Democratico

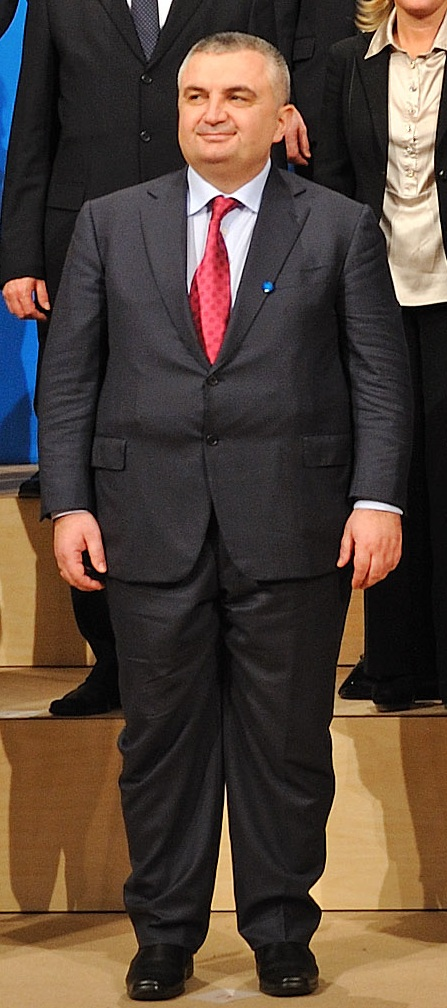
Meta nel 2010

A seguito delle elezioni parlamentari in Albania del 2009, dopo cinque anni all’opposizione assieme ai socialisti, il Movimento Socialista per l'Integrazione riesce nuovamente a superare la soglia di sbarramento e Meta decide di cambiare schieramento e appoggiare con i suoi 4 deputati il vecchio avversario Sali Berisha del Partito Democratico d'Albania (PD), di centrodestra. Meta è nominato vicepremier, ministro degli esteri, e ministro per l’economia, il commercio e l’energia.
Come membro del governo Berisha, Meta si è speso fortemente per la liberalizzazione del regime dei visti Schengen, ottenuta nel 2010 a beneficio di tutti i cittadini dell'Albania. Rimane uno dei più forti sostenitori e sostenitori dell'integrazione regionale e europea per tutti i paesi dei Balcani occidentali, come mezzo per rafforzare ulteriormente la stabilità e la pace nella regione.
Nello stesso periodo viene ritratto a Tirana in presenza del ministro degli esteri italiano Franco Frattini e del faccendiere Walter Lavitola.
Nel 2011 Meta è costretto a dimettersi a seguito di uno scandalo di corruzione. Viene infatti ritratto in un video mentre discute con un altro ex ministro dell’economia di una tangente di 700000 € e del 7% sulla costruzione di una centrale idroelettrica, vantandosi di aver influenzato perfino la Corte suprema. Un anno dopo, la stessa Corte suprema albanese lo assolve per mancanza di prove (il video viene dichiarato "falso"), tra le accuse dell'opposizione socialista.
Alla pubblicazione del video fanno seguito proteste di piazza organizzate dai socialisti di Edi Rama. Il 21 gennaio 2011, di fronte al Palazzo del governo, la Guardia della Repubblica spara sulla folla, uccidendo quattro manifestanti. La violenza politica diviene cavallo di battaglia dell'opposizione socialista nei due anni successivi, fino alla vittoria elettorale, ottenuta anche grazie alla nuova coalizione proprio con Meta.
Nel marzo 2012, Meta ha ricevuto il premio per la "Personalità più positiva per il 2010 in politica estera" dell'International Institute IFIMES di Lubiana. Il premio è stato presentato a Meta dall'ex presidente croato Stjepan Mesić, al tempo stesso presidente onorario di IFIMES.
Meta è stato elogiato come personalità politica più positiva per il 2010, quando è stato Vice Primo Ministro e Ministro degli Esteri per il suo contributo positivo e concreto nell'esercizio della politica estera dell'Albania e per la sua influenza personale e istituzionale nel rafforzare i buoni rapporti regionali e di vicinato I paesi dei Balcani occidentali. IFIMES ha elogiato la visione di Metà a capo della diplomazia albanese come personalità politica con un peso regionale e con un chiaro scopo di creare una regione più aperta, positiva e integrata.

### Coalizione con il Partito Socialista
In vista delle elezioni parlamentari in Albania del 2013, Meta ufficializza l'abbandono dell'alleanza coi democratici e il ritorno alla coalizione con i socialisti, ora guidati da Edi Rama. Il LSI raccoglie 16 seggi (in seguito cresciuti fino a 20) e l'alleanza PS-LSI ottiene la maggioranza assoluta. Meta è quindi nominato presidente dell'Assemblea di Albania.
Nel settembre 2015 Meta è di nuovo coinvolto in uno scandalo di corruzione rivelato da un'inchiesta di BIRN sulla compagnia Debt Advisory International. Durante una seduta parlamentare, Meta attacca la stampa, definendo l'inchiesta una "cospirazione mafiosa contro di me". Nonostante la richiesta di un'inchiesta internazionale da parte dei deputati dell'opposizione, Meta non viene mai indagato dalla magistratura albanese.

### Presidenza della Repubblica d'Albania
Il 28 aprile 2017 Meta è eletto 7º presidente della Repubblica d'Albania con 87 voti (62,14%) su 140 deputati del Parlamento. Hanno votato a favore PS e LSI, contrari due deputati. L'opposizione di centrodestra guidata da Lulzim Basha non ha partecipato al voto a seguito del boicottaggio del Parlamento avviato il 18 febbraio 2017.
Entra in carica il 24 luglio 2017, succedendo a Bujar Nishani. La guida del suo partito è quindi passata al ministro Petrit Vasili.
Nel suo discorso d’accettazione, Meta ha affermato di aver accettato il ruolo di capo di Stato spinto dal boicottaggio parlamentare dell’opposizione. L’ex presidente dell’assemblea ha anche fatto appello ai partiti politici affinché trovino un consenso ed evitino “che l’Albania diventi come la Macedonia”. Meta ha promesso di scegliere la democrazia rispetto al potere, “come ho sempre fatto”, e affermato di voler collaborare con il presidente uscente Nishani, il primo ministro e l’opposizione per assicurare elezioni libere e democratiche.
Il 9 giugno 2021 il Parlamento albanese ha votato con 104 voti favorevoli, 7 contrari e 3 astenuti una richiesta di impeachment nei suoi confronti per aver accusato il Parlamento “ di aver violato il suo dovere costituzionale di garante dell’unità nazionale” durante le elezioni dello scorso aprile in cui si è schierato contro il governo di Edi Rama.
Il 23 aprile 2022, riceve la XX edizione del Premio Internazionale Bonifacio VIII "per una cultura della Pace", indetto dall'Accademia Bonifaciana di Anagni (Fr), su proposta del Rettore Presidente Gr. Uff. Dott. Sante De Angelis e del Presidente del Comitato Scientifico S.E. Mons. Enrico dal Covolo. In quell'occasione, nomina con suo decreto n. 13569 del 15 aprile 2022 il Dott. Sante De Angelis, Cavaliere dell'Ordine di Skanderbeg.